# Sua Vida Me Pertence
Sua Vida Me Pertence foi uma telenovela brasileira produzida e exibida pela extinta TV Tupi de 21 de dezembro de 1951 a 8 de fevereiro de 1952, sendo a primeira telenovela do Brasil e a primeira do mundo. Foi exibida no horário das 20 horas e teve 15 capítulos. Foi escrita e dirigida por Wálter Forster, que também protagonizou a história ao lado de Vida Alves.

## Produção

Vida Alves e Wálter Forster durante cena da novela.

O conceito partiu de uma sugestão do então diretor artístico da TV Tupi São Paulo, Cassiano Gabus Mendes, que sugeriu uma produção que assemelhava ao cinema, ou a dramaturgia. Wálter Forster foi o primeiro a falar em "telenovela", uma versão para televisão da radionovela, que já era sucesso. O produto começou acanhado, apresentado ainda ao vivo e, duas vezes por semana. A princípio uma produção menor, que foi crescendo com tempo e, se tornou o produto televisivo de maior importância no cenário nacional, atualmente. Não era exibida diariamente, mas duas vezes por semana, às terças e quintas-feiras. Os capítulos tinham vinte minutos e eram apresentadas ao vivo. Contou com dois cenários: um reproduzindo um quarto e o outro, um jardim de uma praça. 
Nessa produção também ocorreu o primeiro beijo da televisão brasileira. Não era um beijo cenográfico como nas cenas atuais, mas apenas um "encostar de lábios" entre os protagonistas, interpretados por Wálter Forster e Vida Alves que, recém casada, precisou da autorização do marido para realizar a cena.

## Enredo
Nas palavras de Wálter Forster, "A história básica (da trama) era um homem que estava apaixonado por uma mulher e ela não dava bola para ele. E ele, então, disse a ela: eu vou te conquistar e você vai me amar porque a sua vida me pertence!"

## Elenco
| Ator             |
| ---------------- |
| Vida Alves       |
| Wálter Forster   |
| Lia de Aguiar    |
| Lima Duarte      |
| Dionísio Azevedo |
| José Parisi      |
| Astrogildo Filho |
| Néa Simões       |
| Tânia Amaral     |
| João Monteiro    |